# Павлов, Николай Дмитриевич (Герой Советского Союза)
Николай Дмитриевич Павлов (28 сентября 1916 — 16 июня 2008) — флагманский воздушный стрелок-радист 4-й гвардейской бомбардировочной авиационной Борисовской дивизии 1-го гвардейского бомбардировочного авиационного корпуса, гвардии младший лейтенант.

## Биография
Родился 28 сентября 1916 года в селе Берёзовке (ныне — Базарно-Карабулакского района Саратовской области).
Окончил начальную школу в родном селе и железнодорожное училище в городе Волхове. Работал на железнодорожной станции в городе Петрозаводск.
В 1939 году был призван в Красную Армию, окончил школу младших авиаспециалистов.
Участник советско-финской войны 1939—1940 годов.
С начала Великой Отечественной войны до победы над Германией сражался на Западном, Юго-Западном, Брянском, Сталинградском, Донском, Северо-Кавказском, 3-м Белорусском и 1-м Прибалтийском фронтах. Принимал участие в оборонительных боях под Смоленском, Сталинградом, в освобождении Кавказа, Украины, Белоруссии, Польши, Советской Прибалтики, разгроме врага на территории Германии. Четыре раза ранен и контужен.
К июлю 1944 совершил 160 боевых вылетов на разведку и бомбардировку важных объектов в тылу врага. В воздушных боях сбил лично 4 и в группе 6 самолётов противника.
Звание Героя Советского Союза с вручением ордена Ленина и медали «Золотая Звезда» Николаю Дмитриевичу Павлову присвоено Указом Президиума Верховного Совета СССР от 26 октября 1944 года.
После войны продолжал службу в ВВС. В 1952 году окончил Военно-транспортную академию. С 1964 года полковник Н. Д. Павлов — в запасе.
Жил в городе Сочи Краснодарского края. До ухода на заслуженный отдых работал в тресте «Сочиремстрой».
Умер 16 июня 2008 года. Похоронен в Сочи на «Аллее Героев».
Награждён орденами Ленина, Красного Знамени, 2 орденами Отечественной войны 1-й степени, орденом Красной Звезды, медалями «За боевые заслуги», «За оборону Сталинграда», «За оборону Кавказа» и другими медалями.

## Память

Бюст Павлову Н.Д. в Базарном Карабулаке

- В городе Сочи Краснодарского края на доме, в котором жил Герой, установлена мемориальная доска.
- 7 мая 2015 года на здании вокзала станции Петрозаводск в его честь была открыта мемориальная доска[2].
- Мемориальная доска в память о Павлове установлена Российским военно-историческим обществом на здании Берёзовской средней школы, где он учился.